# Michel Kayoya
Michel Kayoya (ur. 8 grudnia 1934 w Kibumbu, zm. 15 lub 17 maja 1972 w Gitega) – duchowny katolicki, ofiara burundyjskiego ludobójstwa w 1972 roku. Dla wielu mieszkańców Burundi ks. Kayoya stanowi symbol walki o prawa człowieka.

## Życiorys
Urodził się w Kibumbu w prowincji Muramvya. Był członkiem grupy etnicznej Hutu. W latach 1948–1955 pobierał nauki w niższym seminarium duchownym w Mugera, a po jego ukończeniu studiował filozofię na wyższym seminarium duchownym w Burasira (1955–1958). Przez pewien czas nosił się z zamiarem wstąpienia do zakonu Ojców Białych; w tym celu udał się do ośrodka formacyjnego w Belgii. Ostatecznie postanowił jednak powrócić do Burundi i podjąć posługę duszpasterską jako ksiądz diecezjalny. Święcenia kapłańskie otrzymał 8 lipca 1963.
Początkowo sprawował posługę duszpasterską jako wikariusz parafialny oraz szkolny kapelan w École Moyenne Pédagogique w Rusengo. W tym okresie założył również ośrodek kultury Buyogoma (1963–1964). W latach 1964–1965 przebywał we Francji, gdzie kształcił się w ośrodku misjonarskim w Lille. Po powrocie do ojczyzny pełnił posługę w archidiecezji Gitega. Podejmował tam działania na rzecz zwiększenia społecznej aktywności katolików świeckich, wspierając m.in. działalność Akcji Katolickiej oraz tworzenie kooperatyw rolniczych. W latach 1967–1970 był rektorem niższego seminarium duchownego w Mugera. Pełnił również funkcję ekonoma nowo utworzonej diecezji Muyinga. Zarządzając finansami diecezji wprowadził szereg innowacyjnych rozwiązań, które przyczyniły się do poprawy jej sytuacji ekonomicznej oraz zostały wdrożone przez wiele innych katolickich diecezji w Burundi.
Żywo interesował się problemami społeczno-ekonomicznymi. Jako opiekun duchowy nowicjuszek zamierzających rozpocząć życie zakonne, kładł w szczególności nacisk na potrzebę solidarności społecznej oraz posługi na rzecz ubogich. Swoje utwory poetyckie oraz przemyślenia na temat duchowych i społeczno-ekonomicznych wyzwań, przed którymi stoi Burundi, zawarł przede wszystkim w wydanych w j. francuskim książkach: Entre Deux Mondes (1970) i Sur les Traces de Mon Père (1971). Nie zdążył przed śmiercią ukończyć trzeciej książki, pisanej tym razem w języku rundi.
Nocą 13 maja 1972 został aresztowany w Gitega. Jego zatrzymanie było związane z planową eksterminacją elit Hutu, do której przystąpił wojskowy reżim zdominowany przez członków mniejszości Tutsi. Podczas kilkudniowego pobytu w więzieniu starał się prowadzić posługę religijną wśród współwięźniów, udzielając spowiedzi oraz organizując wspólne modlitwy i śpiewanie pieśni religijnych. Ocaleli z ludobójstwa wspominali również, iż starał się podnosić towarzyszy na duchu oraz wzywał do modlitwy za ojczyznę i przebaczenia oprawcom. 15 lub 17 maja 1972 został stracony nieopodal mostu nad rzeką Ruvubu. Jego ciało spoczęło w masowym grobie.
Po śmierci ks. Michel Kayoya stał się dla wielu burundyjskich Hutu postacią legendarną. Jego imię przybrała jedna z działających we Włoszech organizacji emigrantów Hutu, zajmująca się obroną praw człowieka.

## Twórczość
- Entre Deux Mondes (1970)
- Sur les Traces de Mon Père (1971)